# Mirabilandia
Mirabilandia è un parco divertimenti tematico e acquatico nel comune di Ravenna, in Italia. Con una superficie complessiva di 850000 m², dei quali 550 000 occupati dal parco tematico, 120 000 dall'area acquatica e i restanti dai parcheggi, è il parco di divertimenti più grande d'Italia.

## Storia

### Anni novanta
La struttura venne inaugurata il 4 luglio 1992 e nasce dalla collaborazione, iniziata alla fine degli anni ottanta fra la Finbrescia (46%), San Paolo Finance (44%) e Publitalia '80 del gruppo Fininvest (10%); la prima società ha costruito il parco vero e proprio mentre Publitalia '80 si è occupata della promozione.
La progettazione fu della Tecnopark, l'esecuzione della IRCES 55 e la gestione della Parco della Standiana. Per la sua realizzazione vengono costruite anche nuove infrastrutture stradali come lo svincolo a raso sulla Statale Adriatica e la strada che congiunge lo svincolo dalla E55 con la Statale Standiana, a ovest del parco.
Nei primi anni il riscontro fu inferiore alle aspettative: il primo anno si ebbero 600 000 visitatori, arrivando a 950 000 presenze nel 1993, contro le aspettative di 2 000 000 di visitatori annui. Dal 1993 al 1995 si tentò di promuovere il parco anche come discoteca: in Piazza della Fama era allestita una struttura a gazebo che sosteneva luci e impianto audio. Mirabilandia restava così aperto fino alle ore 02:00. Sebbene tale iniziativa, chiamata Miranight, non riscosse un grande successo, Mirabilandia fu il primo parco europeo a rimanere aperto normalmente per 16 ore consecutive (10:00 a 02:00). In seguito, il parco estenderà in alcuni giorni estivi l'apertura fino alle 23.
In alcune strutture del parco sono stati allestiti show televisivi, come l'edizione estiva di La sai l'ultima? nel 1993, Facce da Quiz nel 2001 e altre produzioni Rai come Sette per uno, Taratatà fra gli anni 1999 e 2001, e Verdissimo nel 1992-93.

Negli anni successivi la situazione peggiorò con le entrate calate, dal 1994 al 1996, a 660.000 persone; a causa della crisi nel 1997 quindi il parco venne venduto al gruppo Löffelhardt-Casoli che, grazie alla realizzazione di nuove attrazioni, riuscì in pochi anni ad aumentare le presenze che arrivarono al milione e mezzo di visitatori.

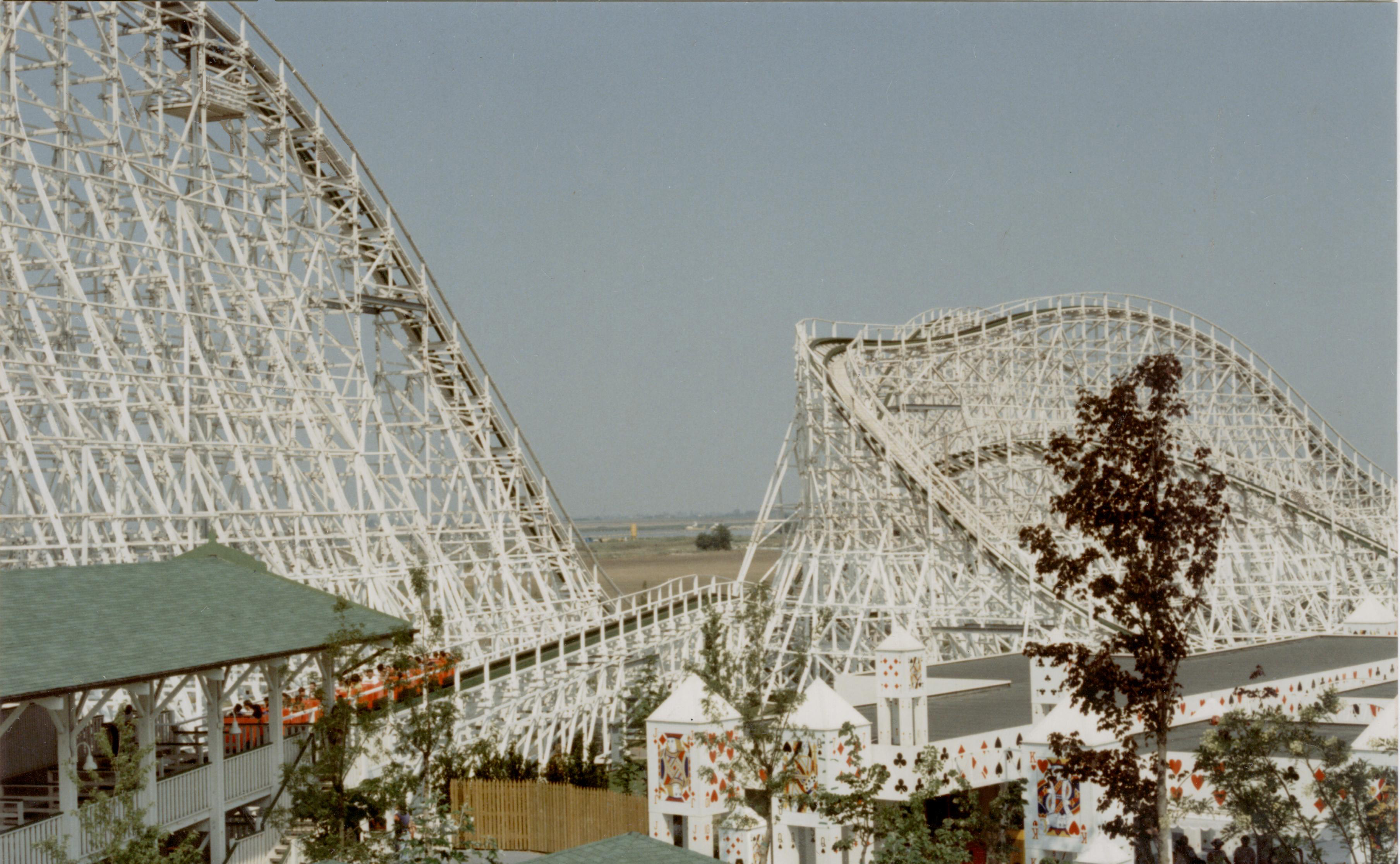
Sierra tonante dalla ruota panoramica VideoVip (oggi rimossa) (1992).

Tra il 1997 e il 1999 vengono installate le due torri, la ruota panoramica Eurowheel, il Niagara, il Pakal, l'Hurricane e, nel 2000, il Katun, oltre a varie altre attrazioni. Il parco, dopo il primo cambio di gestione, sponsorizzò la squadra Porto Ravenna Volley.
Nel 1998 vennero realizzate nuove scenografie e le tematizzazioni raffiguranti mondi esotici e fantastici, per lo più legati al mondo dell'avventura: la piazza d'ingresso viene tematizzata in stile piratesco e viene chiamata Baia dei Pirati. Anche i ristoranti hanno una tematizzazione analoga (come la Locanda del Faro). Il 1999 vede la costruzione del nuovo roller coaster Katun, con una circostante scenografia dal grande impatto visivo (la "Città di Sian Ka'an", con architetture della civiltà precolombiana Maya), inaugurato poi nel 2000.

### Anni 2000
Nel 2002 la popolarità raggiunta permette a Mirabilandia di concedere l'utilizzo del proprio marchio e delle proprie mascotte a un parco divertimenti brasiliano, che viene rinominato Mirabilandia - Pernambuco.
Nel 2003 venne realizzata anche un'area destinata a parco acquatico nota come Mirabilandia Beach; avrebbe dovuto essere realizzato anche un terzo parco di tipo faunistico ma il progetto venne poi abbandonato.
Tra il 2003 e il 2006 vengono installate altre attrazioni: 24 ore di Mirabilandia, Katapult a nord del parco, Monosauro sul laghetto centrale, Colazione da papere, Flying Arturo, Balena Amica, Leprotto Express nell'area tematica Bimbopoli e l'horror house Ghostville, vicino alle torri Columbia e Discovery.
Nel 2006, la società spagnola Parques Reunidos, una delle aziende leader nel settore del divertimento e proprietaria di molte altre strutture analoghe situate anche al di fuori dell'Europa, acquisisce il parco.
Nel 2007 viene realizzato un fiume che scorre intorno ad un vulcano.
Il 18 agosto 2007 all'interno del parco perse la vita un giovane che, per tentare di recuperare il cappello cadutogli poco prima dalla stessa attrazione, aveva scavalcato la barriera protettiva dell'inverted coaster Katun, alta due metri, accedendo a una zona vietata al pubblico dove venne poi colpito alla testa dalle gambe di una ragazza a bordo. La direzione del parco non fu ritenuta responsabile dell'accaduto e l'attrazione, il giorno dopo, tornò operativa.
Nel 2008, dopo sedici stagioni di attività, vennero smantellate le montagne russe in legno note come Sierra Tonante (emblema del parco negli anni novanta) e vennero sostituite l'anno successivo da un nuovo ottovolante in acciaio: l'iSpeed. Nello stesso anno viene anche inaugurato Reset, un treno fantasma interattivo.
Dal primo cambio di gestione al 2009, il parco registra una costante crescita degli utili e del numero di visitatori, arrivando a circa un milione nel 2008 e a due milioni nel 2009.

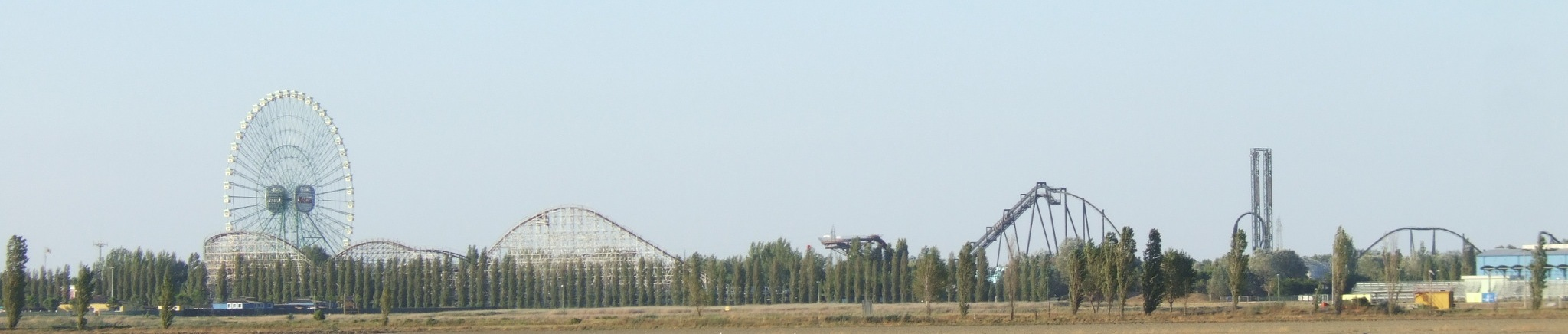
Skyline di Mirabilandia del 2007 con Eurowheel, Sierra Tonante, Katun e torri Columbia e Discovery.

### Anni 2010
Nel 2011 venne realizzato il Master Thai, il primo roller coaster a binario doppio in Italia, vengono realizzati nuovi viali che permettono di percorrere il parco a cerchio e viene inaugurata l'attrazione Phobia. Nel 2012 viene installato il Divertical nello spazio vuoto tra Mirabeach e Reset. Il 30 giugno 2013 all'interno del parco si è giocato il VI Italian Bowl, finale del campionato di serie A2 di football americano. Nel 2014 viene inaugurata l'area tematica per bambini Dinoland, sul tema dei dinosauri.
Nel 2015 lo stunt show "Scuola di Polizia" subisce un restyling chiamandosi "Grosso Guaio a Stunt City", sponsorizzato dalla Hot Wheels: ha il loop più alto al mondo. Nel 2015 nasce la sponsorizzazione da parte della nota casa cinematografica Universal Studios in particolare per il film Jurassic World in collegamento con Dinoland.
Nel giugno 2016, Mirabilandia inaugura la nuova area tematizzata Far West Valley e vengono installate anche quattro nuove attrazioni: Buffalo Bill Rodeo, un disk'o coaster lungo 80 metri con un'altezza di 13 metri, Aquila Tonante, un Kite Flyer a due posti, Geronimo, due torri interattive alte 9 metri e Campo Sioux, un playground per bambini.
Nel 2017 viene introdotta la realtà virtuale sul Master Thai dove con degli appositi visori VR si sperimenta un'avventura nella giungla thailandese.
Nel 2018 viene ampliata Mirabeach con nuovi scivoli e una piscina a onde e avviata la collaborazione con la Ducati con due attrazioni a tema. Nel 2018 e 2019, in seguito ad una Collaborazione con Nickelodeon, Mirabilandia ospita due edizioni di SlimeFest, con un'apertura straordinaria del parco fino a tarda notte.

### Anni 2020
A causa della pandemia di COVID-19 il parco venne aperto il 20 giugno 2020 e venne chiuso anticipatamente a causa della seconda ondata pandemica il 25 ottobre 2020, una settimana prima di Halloween, l'ultimo giorno di stagione.
Il parco doveva riaprire il 2 aprile 2021, ma l'11 maggio 2021 Mirabilandia si ritrova a manifestare, insieme agli altri parchi italiani, a Roma in Piazza del Popolo, ad una manifestazione organizzata da Parchi Permanenti Italiani, per dire di no all'apertura fissata dal governo per i parchi tematici e acquatici al 1º luglio 2021; il parco riuscì ad aprire il 15 giugno dello stesso anno e a concludere la stagione come previsto per il 1º novembre 2021.
Nel 2022 il parco apre il 2 aprile e nasce una nuova collaborazione con Nickelodeon, che inserisce nel parco le mascotte dei cartoni più conosciuti con un meet & greet e un nuovo show live, andando a sostituire le storiche mascotte Mike e Otto; inoltre, sempre nel 2022, Mirabilandia apre una nuova horror house a tema The Walking Dead che va a sostituire Legends of Dead Town. L'anno seguente nasce una collaborazione con il famoso mago televisivo Antonio Casanova, in seguito allo speciale di Halloween 2022, viene organizzato uno spettacolo esclusivo, in scena presso il teatro del Parco. Nel 2024 il parco ospita in esclusiva Winx Forever - Il Musical, in collaborazione con Rainbow per il 20° anniversario dell'omonimo cartone animato. Nel 2025 viene inaugurata Nickelodeon Land, la quinta al mondo, presente già in altri parchi del gruppo Reunidos. L'area presenta 6 nuove attrazioni, 4 restyling, 3 punti ristoro, un teatro ed un negozio tematico.

## Descrizione
Si trova nei pressi della pineta di Classe, al chilometro 162 della Strada statale 16 Adriatica, e dà il nome anche alla zona stessa, indicata come località Mirabilandia nella toponomastica del comune di Ravenna. Si compone di due zone principali: il parco tematico, suddiviso in sei aree, e il parco acquatico Mirabeach, inaugurato nel 2003, a cui si accede dal parco tematico o dall'ingresso esterno. Fino alla stagione 2011 si è chiamato Mirabilandia beach. L'unica attrazione a non far parte di un'area tematica è la ruota EuroWheel. Contiene attrazioni meccaniche e acquatiche come piscine, acquascivoli e spiagge artificiali e vi hanno luogo vari spettacoli. L'intera struttura si sviluppa intorno a tre piccoli laghi, uno centrale e due secondari, dove nidificano varie specie di uccelli anche migratori.
Il sito era in origine una ex cava senza alcuna vegetazione. In seguito, l'attenzione mostrata per le specie animali e vegetali presenti ha fatto ottenere al parco il patrocinio del Ministero dell'ambiente. Il parco ha ricevuto anche il patrocinio della Tutela del Territorio in quanto all'interno sono presenti numerosi alberi, fra i quali palme, pini e querce, circa 140 000 fiori e numerosi animali in libertà, fra i quali oche canadesi, svassi e aironi.

### Aree tematiche
| Nome                                                        | Descrizione | Attrazioni | Spettacoli | Punti ristoro e negozi | Anno       |
| ----------------------------------------------------------- | --- | --- | --- | --- | ---------- |
| Route 66                                                    | Area a tema motori ed adrenalina.                                                                                        | - iSpeed - DiVertical - AutoSplash - Blu River - Reset - Raratonga | - Hot Wheels City - La Nuova Sfida                                                                                 | - Chiosco Sofficini Findus - Chiosco Divertical | 2016       |
| Adventureland                                               | Area a tema avventura. Viene tagliata in parte da Ducati World.                                                          | - Katun - Master Thai - Rio Bravo | non presenti. | - Katun Grill - Chiosco Master Thai - Mayan Shop | 2016       |
| Far West Valley                                             | Area a tema Far West. | - Oil Towers - El Dorado Falls - Buffalo Bill Rodeo - Gold Digger - Aquila Tonante - Geronimo - The Walking Dead - Campo Sioux - Indian Labyrinth                                                                   | - Wild West Cowboy                                                                                                 | - Toro Seduto Saloon - Cantina El Tesoro - Chiosco Spirello - Candy Valley | 2016       |
| Ducati World                                                | Area a tema Ducati. | - Desmo Race - Kiddy Monster - Diavel Ring - Motion Sphere e simulatori | non presenti | - Paddock Cafè - Scrambler BBQ - Pit Stop - Ducati Shop | 2019       |
| Dinoland                                                    | Area a tema Preistoria e Dinosauri.                                                                                      | - Rexplorer - Monosauro - Reptilium - Bicisauro - Raptotana - Dino Games | - Dino DJ | - Dino's Pizza Time - Chiosco Sauro - Brontoshop | 2014       |
| Nickelodeon Land                                            | Area a tema Nickelodeon. Si divide a sua volta in 4 zone: Spongebob, Dora L'Esploratrice, Paw Patrol e Tartarughe Ninja. | - Splish Splat - Jellyfish Jam - Bikini Bottom Express - Paw Patrol Adventure Bay - Paw Patrol to the Rescue - Rubble's Rapids - Adventure Bay Carousel - Cowabunga Carts - Dora Train's Adventure - Boots' Baloons | - Let's Party Nickelodeon - Nickelodeon Parade - Spongebob Parade - Paw Patrol Parade - Nickelodeon Meet and Greet | - New York Deli - Bay Café - Goofy Goober's - Nickelodeon Shop | 2025       |
| Zone del parco prive di aree tematiche, con strutture a sé. | Zone del parco prive di aree tematiche, con strutture a sé.                                                              | - Eurowheel | - New York Dreams - Action! Welcome Show - Pinocchio - Il Musical - C'era una volta                                | - Mc Donald's - Azuki Sushi - Locanda del Faro - Chiosco Piazza del Levante - Cafè Zero Point - LAB84 - Sugar - Outlet della Baia - Galeone - La Rosa dei Venti - Algida Store | vari anni. |

## Attrazioni
| Attrazione               | Tipologia               | Anno di apertura | Nomi precedenti                                                     | Area tematica       |
| ------------------------ | ----------------------- | ---------------- | ------------------------------------------------------------------- | ------------------- |
| Splish Splat             | Playground acquatico    | 2013             | Aquaqua (2013-2024)                                                 | Nickelodeon Land    |
| Cowabunga Carts          | Junior Coaster          | 2025             | -                                                                   | Nickelodeon Land    |
| Rubble's Rapids          | Log flume               | 2000             | Mini Rapide (2000-2024)                                             | Nickelodeon Land    |
| Dora's Train Adventure   | Track Ride              | 1992             | Santa fè Express (1992-2024)                                        | Nickelodeon Land    |
| Boot's Baloons           | Flat Ride               | 2025             | -                                                                   | Nickelodeon Land    |
| Adventure Bay Carousel   | Carosello               | 2025             | -                                                                   | Nickelodeon Land    |
| Paw Patrol to the Rescue | Junior Coaster          | 2005             | Leprotto Express (2005-2024)                                        | Nickelodeon Land    |
| Paw Patrol Adventure Bay | Playground              | 2025             | -                                                                   | Nickelodeon Land    |
| Bikini Bottom Express    | Flat Ride               | 2025             | -                                                                   | Nickelodeon Land    |
| Jellifish Jam            | Flat Ride               | 2025             | -                                                                   | Nickelodeon Land    |
| DiVertical               | Water Coaster           | 2012             | -                                                                   | Route 66            |
| Autosplash               | Log Flume               | 1992             | -                                                                   | Route 66            |
| iSpeed                   | Launched Coaster        | 2009             | -                                                                   | Route 66            |
| Blu River                | Scivolo d'acqua         | 1992             | -                                                                   | Route 66            |
| Desmo Race               | Duelling Spike Dragster | 2019             | -                                                                   | Ducati World        |
| Kiddy Monster            | Flat Ride               | 2019             | -                                                                   | Ducati World        |
| Diavel Ring              | Flat Ride               | 2019             | -                                                                   | Ducati World        |
| Motion Sphere            | Simulatore              | 2019             | -                                                                   | Ducati World        |
| Simulatori               | Simulatore              | 2019             | -                                                                   | Ducati World        |
| Katun                    | Inverted Coaster        | 2000             | -                                                                   | Adventureland       |
| Master Thai              | Duelling Family Coaster | 2011             | Max Adventures Master Thai (2011-2016), Master Thai VR (2017-2019)  | Adventureland       |
| Rio Bravo                | River Rapids            | 1992             | -                                                                   | Adventureland       |
| Raratonga                | Splash Battle           | 2007             | -                                                                   | Adventureland       |
| El Dorado Falls          | Shoot The Chutes        | 1999             | Niagara (1999-2015)                                                 | Far West Valley     |
| Gold Digger              | Wild Mouse              | 1998             | Wild Mouse (1998), Pakal (1999-2015)                                | Far West Valley     |
| The Walking Dead         | Horror House            | 2011             | Phobia (2011-2015), Legends of Dead Town (2016-2021)                | Far West Valley     |
| Fort Alamo               | Playground              | 2016             | -                                                                   | Far West Valley     |
| Campo Sioux              | Playground              | 2016             | -                                                                   | Far West Valley     |
| Oil Tower 1              | Space Shot              | 1997             | Space Shot (1997), Torri Gemelle (1998-2001), Columbia (2001-2015)  | Far West Valley     |
| Oil Tower 2              | Turbo Drop              | 1997             | Turbo Drop (1997), Torri Gemelle (1998-2001), Discovery (2001-2015) | Far West Valley     |
| Aquila Tonante           | Flat Ride               | 2016             | -                                                                   | Far West Valley     |
| Torri Geronimo           | Flat Ride               | 2016             | -                                                                   | Far West Valley     |
| Buffalo Bill Rodeo       | Disk'O Coaster          | 2016             | -                                                                   | Far West Valley     |
| Rexplorer                | Powered Coaster         | 1992             | Explorer (1992-2013)                                                | Dinoland            |
| Raptotana                | Flat Ride               | 1992             | Pentole Stregate (1992-2013)                                        | Dinoland            |
| Reptilium                | Flat Ride               | 1992             | Delirium (1992- 2013)                                               | Dinoland            |
| Monosauro                | Monorotaia              | 1992             | -                                                                   | Dinoland            |
| Bicisauro                | Flat Ride               | 2014             | -                                                                   | Dinoland            |
| Reset                    | Dark Ride               | 2008             | -                                                                   | Senza area tematica |
| Eurowheel                | Ruota panoramica        | 1999             | -                                                                   | Senza area tematica |

### Attrazioni rimosse

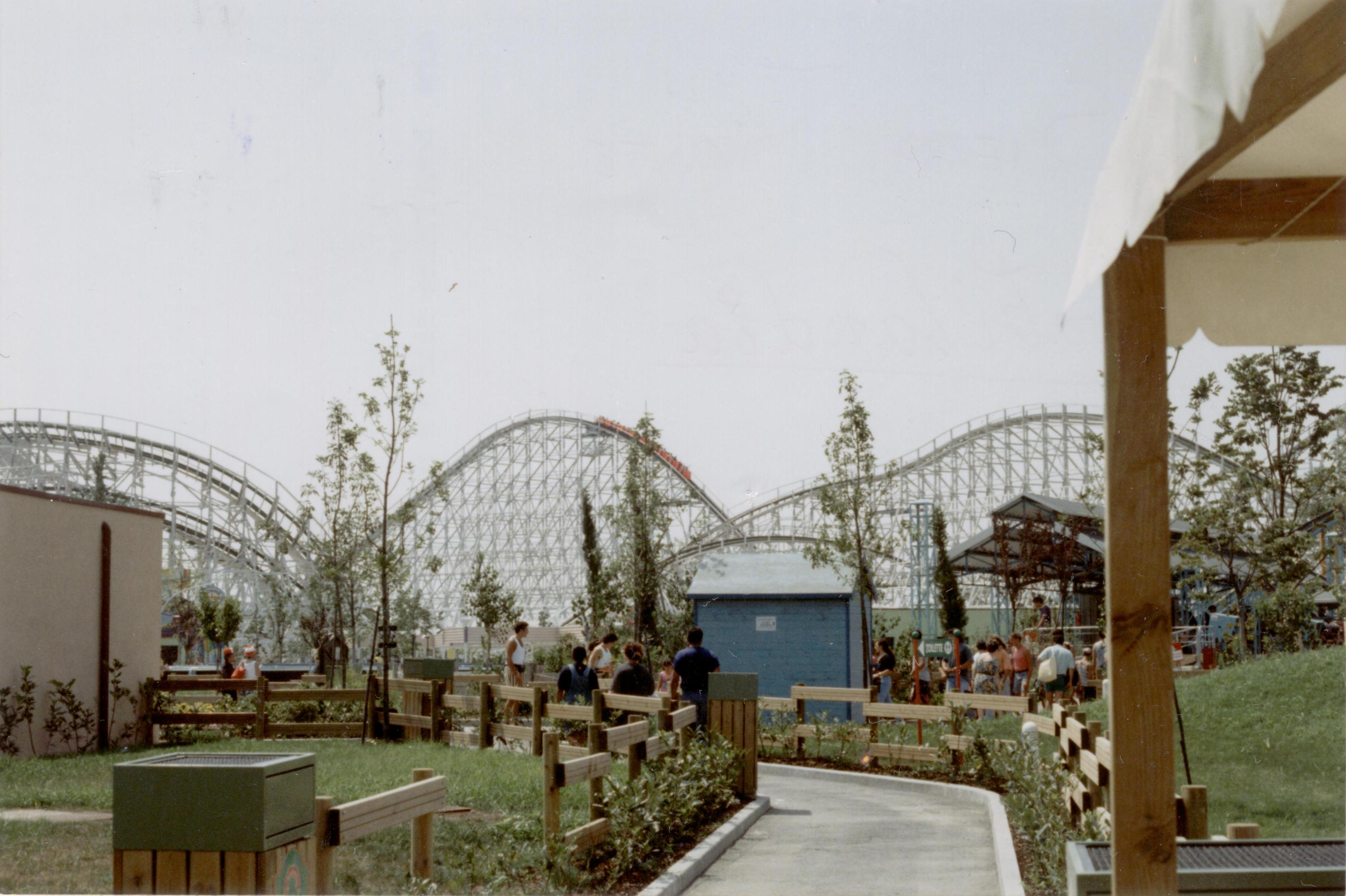
Mirabilandia - anno 1992 - Il roller coaster Sierra tonante a due settimane dall'inaugurazione del parco. Notare il colore del treno sullo sfondo e la giovanissima piantumazione circostante.

| Attrazione           | Tipologia                | Apertura | Chiusura |
| -------------------- | ------------------------ | -------- | -------- |
| Sierra Tonante       | Wooden Coaster           | 1992     | 2007     |
| Colazione da Papere  | Flat Ride                | 2003     | 2023     |
| Mirabilandia Express | Monorotaia               | 1992     | 2019     |
| Casa Matta           | Flat Ride                | 2001     | 2024     |
| Scrumbler Run        | Track Ride               | 1992     | 2023     |
| Ghostville           | Dark Ride                | 2006     | 2010     |
| Mongolfiere          | Flat Ride                | 1992     | 2013     |
| Music Express        | Flat Ride                | 1998     | 2017     |
| Carousel             | Carosello                | 1998     | 2024     |
| Flying Arturo        | Flat Ride                | 2006     | 2024     |
| Family Adventure     | Family Coaster           | 2000     | 2011     |
| Cottonclub           | Flat Ride                | 1997     | 2000     |
| VideoVip             | Ruota panoramica         | 1992     | 1996     |
| Evolution            | Flat Ride                | 1996     | 1997     |
| Polipo               | Flat Ride                | 1992     | 1997     |
| Galeone pirata       | Flat Ride                | 1992     | 1997     |
| Burco Magico         | Junior Coaster           | 1997     | 1999     |
| Mini Trucks          | Track Ride               | 2000     | 2002     |
| Elefanti Volanti     | Flat Ride                | 1998     | 2002     |
| Girotondo            | Flat Ride                | 1998     | 2002     |
| Eureka!              | Flat Ride                | 2001     | 2002     |
| Katapult             | Roller Coaster           | 2006     | 2002     |
| London Bus           | Flat Ride                | 1992     | 2007     |
| Balena Amica         | Flat Ride                | 2003     | 2010     |
| OttoLand             | Playground               | 1992     | 2019     |
| Fantasyland          | Playground               | 1992     | 2023     |
| Brontocars           | Scuola guida interattiva | 2014     | 2023     |

### Giochi di abilità
Oltre alle attrazioni classiche, ci sono punti di svago a pagamento:
- DinoGames: sala giochi tradizionale a gettoni
- Super Trucks: mini-autocarri telecomandati.
- Arcade: area dedicata ai giochi claw crane situata a Bimbopoli.
- Mini Stunt: automobiline telecomandate ispirate allo spettacolo Scuola di Polizia.
- Giochi a Premio: chioschi ai quali è possibile vincere premi centrando canestri, abbattendo lattine o superando prove simili da luna park.

## Mirabeach

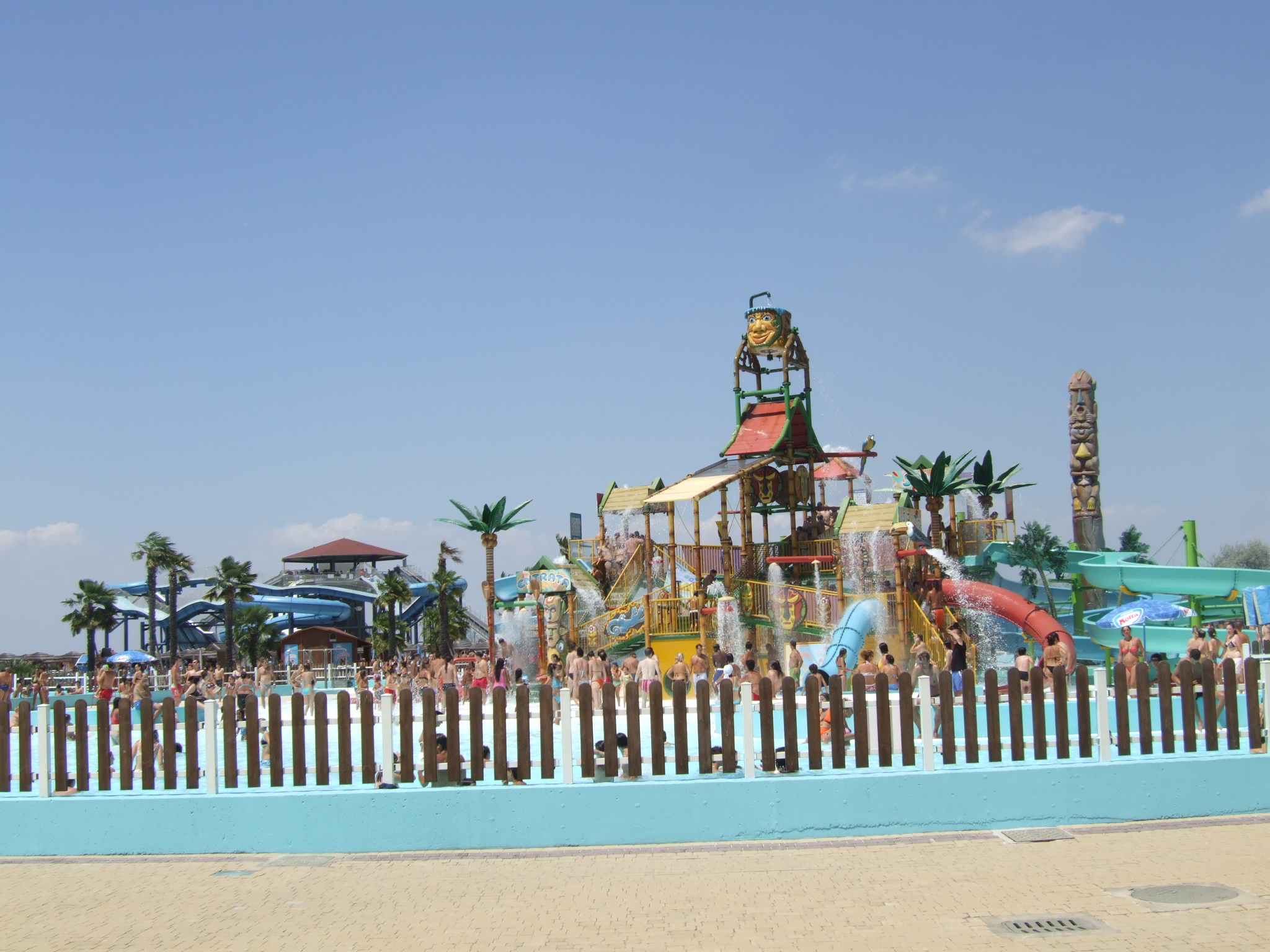
Mirabeach: veduta d'insieme delle strutture.

Mirabeach, fino al 2011 nota come Mirabilandia Beach, è un parco acquatico situato accanto al parco di Mirabilandia, a cui si può accedere separatamente senza visitare quest'ultima. La sezione, che è stata costruita nel 2003 determinando un notevole ampliamento di Mirabilandia a nord-ovest, si estende su un'area di 120 000 m² ed è costituita di spiagge, piscine, acquascivoli, spazi verdi, bar, ristoranti e negozi. All'interno del parco acquatico vi sono 11 attrazioni, suddivise in due distinte lagune artificiali.

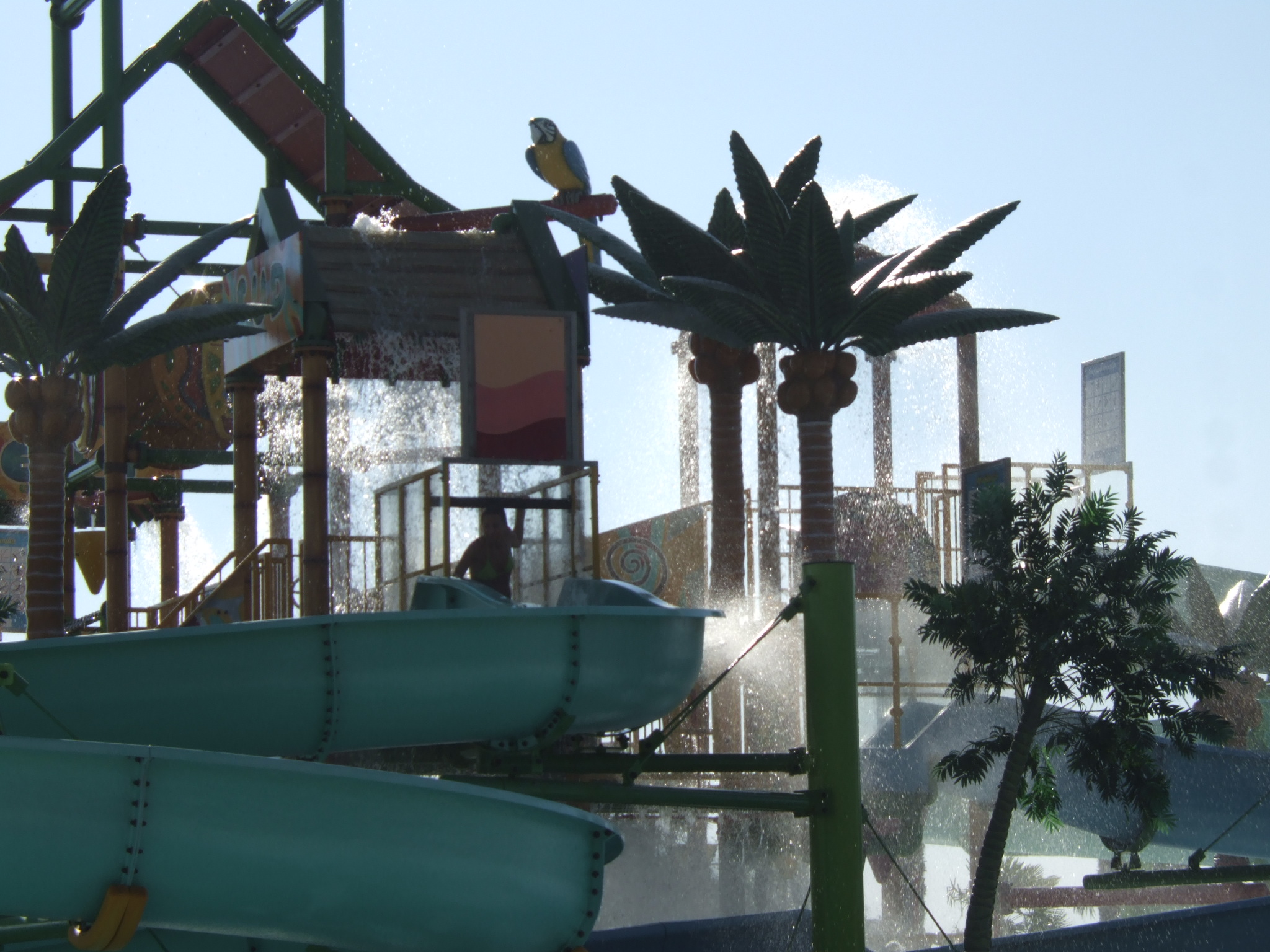
Parte di El Castillo

- El Castillo: è una struttura in acciaio con ponti, scale e scivoli che partono da torrette. Dai piani più elevati escono 8 acquascivoli.
- Laguna del Sol: è una piscina nei pressi di El Castillo.
- Rio Diablo: un master blaster percorribile su gommoni.
- Salto del Caribe e Salto Tropical: sono due acquascivoli tubolari intrecciati fra loro.
- Vuelta Vertigo: è un half-pipe dal quale si scende su gommoni.
- Rio Angel: è un canale artificiale che circumnaviga l'intera seconda laguna del parco, navigabile con dei gommoni, lungo circa 500 m.
- Rumba: acquascivolo tubolare.
- Los Rapidos: acquascivolo a 4 corsie.
- Baìa De Ondas: piscina ad onde artificiali.

### Attrazioni rimosse
- Wave surfer: struttura dove vengono prodotte onde artificiali dove provare lo sport acquatico del surf.
- El Cobra: acquascivolo tubolare.

## Le mascotte
La prima mascotte fu una versione antropomorfa dell'elemento caratterizzante del primo logo: un grande volto sorridente e paffuto di nome Mirabilly decorato da triangoli verdi e azzurri. Dopo il primo avvicendamento, nacquero le due attuali legate alla fauna dell'ambiente circostante: prima il papero Mike (precisamente un Germano reale, specie ampiamente presente nell'area), poi affiancato da Otto Leprotto (è facile osservare anche delle lepri europee in libertà nei prati intorno al lago centrale). Nel 2000, Otto e Mike cambiarono look. In seguito sono presenti anche altre mascotte del parco, come Arturo il canguro, Camillo il coccodrillo, Fanny la cagnolina e l'ultima arrivata Mirabella la coniglietta nel 2017, per i 25 anni del parco. Durante il periodo natalizio Mike subisce un restyling, tornando alla versione precedente nella stagione estiva successiva. Nel 2018, invece, Otto subisce un restyling, che durerà solamente una stagione.
Dal 2020 vengono eliminate tutte le mascotte ad eccezione di Mike, Otto e Fanny. Dalla la stagione 2022, in seguito ad una collaborazione con Nickelodeon, le mascotte ufficiali del parco vengono eliminate per far spazio ai personaggi della rete televisiva.

### Elenco
| Mascotte              | Personaggio      | Prima apparizione | Ultima apparizione |
| --------------------- | ---------------- | ----------------- | ------------------ |
| Mirabilly             | Volto sorridente | 1992              | 1992               |
| Carolina              | Cagnolina        | non definito      | non definito       |
| Arturo                | Canguro          | non definito      | 2019               |
| Mirabella             | Coniglietta      | 2017              | 2019               |
| Camillo               | Coccodrillo      | non definito      | 2019               |
| Mike                  | Germano Reale    | 1997              | 2021               |
| Otto                  | Leprotto         | 1998              | 2021               |
| Fanny                 | Cagnolina        | non definito      | 2021               |
| Spongebob Squarepants | Nickelodeon      | 2022              | attualmente in uso |
| Patrick Stella        | Nickelodeon      | 2022              | attualmente in uso |
| Plankton              | Nickelodeon      | 2022              | attualmente in uso |
| Dora L'Esploratrice   | Nickelodeon      | 2022              | attualmente in uso |
| Paw Patrol            | Nickelodeon      | 2022              | attualmente in uso |
| Ninja Turtles         | Nickelodeon      | 2022              | attualmente in uso |